# Лев VI (герб)

герб «Груба I» відмінний

Лев VI (пол. Gruba I, Grubba, Grubbe, Grubben, Gruben, Nieznachowski, Niesnachow, Nesuchow, Niezuchowski, Nieżuchowski, Lew) — кашубський герб шляхетський, варіаціягерба «Лева» згідно Пшемислава Прагерта.

## Опис гербу
Герб відомий принаймні у двох варіантах. Описи з використанням принципів блазонування, запропоновані Альфредом Знамеровським :
Лев VI (пол. Gruba I, Grubba, Grubbe, Grubben, Gruben, Nieznachowski, Niesnachow, Nesuchow, Niezuchowski, Nieżuchowski, Lew): У синьому полі золотий лев піднявшийся на диби. Клейнот: над шоломом без корони, видно половину лева без хвоста, як на емблемі. Лаври блакитні огорнуті золотом.
Груба I відмінний (Груббе, Лев відмінний): Лев у клейноті цілий, з хвостом.
Герб неправильно реконструював Жерницький, подаючи лева в клейноті між двома орлиними крилами.

## Найдавніші записи
Герб з'являється спочатку на карті Померанії Е. Любіна з 1618 р., потім у Ледебурі (нім. Adelslexikon der preussichen Monarchie von …), у «Новому Зібмахері», у Жерніцького (нім. Der polnische Adel; Die polnischen Stamwappen), у Вінклера (нім. Die nationalitaten Pomerellens) та в Островського (Книга гербова родів польських). В іншому варіанті герб згадується Багміхлем (нім. Pommersches Wappenbuch).

## Родина Грубів
Найдавніша згадка родини на прізвище Груби — вже у 1359 р. (Генріх Грубен у Чичкові). Наступні згадки з 1493 р. (Мацієк, Каспер, Войтек, Мешко у Кремпковіцях та Унєшинку), у 1555 р. (Міхаел, Альбрехт, Павло, Альбрехт та Якоб Грубе), 1601 р.1608 р., 1618 р., 1621 р.. Вони взяли прізвище Кремпеховські від назви свого села, зберігаючи «Груба». Груби також володіли маєтками безпосередньо в межах Речі Посполитої. Це підтверджують згадки 1526 р. (Лукаш Груба в Боруцині), 1570 р. (Марцин Груба в Боруцині, Петро Груба у Вичехові). Від чого були також Груби-Вичеховські та Груби-Боруцинські.

## Родина Кремпеховських
Прізвище походить від Кремпковиці (раніше Кремпєховіце). Згадка про Грубів з 1493 р. також стосувалася «їхніх двоюрідних братів із Кремпеховиць». Прізвища, згадані пізніше у Кремпковіце, — Бяльк, Груба та Пльочеч (можливо, такі прізвища носили ці кузени з 1493 р.). Всі троє почали з'являтися в XVI столітті під прізвищем Кремпеховські. Найбільше згадок залишилося після Груби-Кремпеховського: У 1593 р., 1610 р., 1616 р. (Йоахім Груба Кремпеховський), 1721 р., 1722 р. (Мацей Груба Крепєховський), 1724 р. (Якуб Груба Кремпеховський), 1722 р., 1723 р., 1724 р., 1726 р. (Адам Груба Кремпеховський), 1738 р. Анна фон Груба-Кремпеховська), 1745 р. (Ернест, Ян та Анджей Груба-Кремпеховські). Прізвище Бяльк згадується в 1673 р. (Єжи та Якуб Бяльк-Кремпеховські), 1721 р. (Якуб та Мацей Бялькі Кремпеховські). Стать згадується один раз, в 1724 р. (Крістіан Плоченц Кремпеховський, Матіас Плоченц Кремпеховський). Тимчасово прізвище Кремпеховських використовували також Бронки (Павло Бронк Кремпеховський у 1697 р.) та Павлови (Мацей Павло Кремпеховський у 1721 р.).Здається, що прізвище Кремпеховський було лише рідкісним доповненням до згаданих сімей з іншими прізвищами, які надовго оселились у Кремпковіцях.

## Родина Незнаховських
Шляхтичі ці беруть своє прізвище від назви села Незнахово, використовуючи той самий герб, що й Груби. Тому деякі геральдисти приписують їм спільне походження. Власники зазначеного села згадувались у записах 1493 р., 1575 р., 1601 р. та 1605 р. як Неснахов чи Неснехов, генеалогічне гілля котрих певно згасло в XVII столітті.

## Родина Боруцьких
Прізвище Боруцький було прийнято в XVI столітті знаттю, яка володіла селом Боруцино. У 1570 р. Марцін Груба та Ян Дрива володіли кожен по поливині згаданого села. Потім обидва прізвища використовувались із прізвищем Боруцький, а в наступному столітті Анджей та Якуб Боруцькі записалися без першого елемента. Тому важко сказати, до якої з двох сімей, Дривів чи Грубів, належали наступні спадкоємці с. Боруцино, що носили прізвище Боруцькі. Дриви були окремою родиною, яка, можливо, використовувала такий герб, як Дрива-Закжевські.

## Гербовні
Груба (пол. Grubba, Grubbe, Grubben, Grube, Gruben, Gruby):

Сім'я також тимчасово взяла на себе прізвища, залишивши Груба як частину подвійного прізвища або повністю відмовившись від нього. Такі прізвища були:

Незнаховський (пол. Nesnachow, Nesnachowski, Nesnechow, Nessnachow, Nesuchow, Niezuchowski, Nieżuchowski; неправильне — пол. Niezachowski);

Кремпеховські (пол. Krępiechowski, Klempiechowski, Krampichowski, Krampiechowski, Krampikowski, Krampkewitz, Krempechowski, Krempechowski, Krempechowski, Krempechrzowski, Krempechowski, Krempechow Borenczin);

Боруцький, помилково — Бобруцький.
Польські гербовники повідомляють тільки куявську родину Боруцьких з фамільним гербом «Роля».
Груби-Кремпеховські та Груби-Боручі також могли використовувати герб «Груба II».
Сімейство Кремпеховських з іншими прізвиськами (придомками), ймовірно, використовувало різні герби:

Бяльк, Плохницький (Пльохеч), Павелц, Бронк.
Тадеуш Гайль приписав Незнаховським дуже подібний герб, названий «Левом V» (помилково).